# Segunda División 1989/90
Die Segunda División 1989/90 war die 59. Spielzeit der zweithöchsten spanischen Fußballliga. Sie begann am 3. September 1989 und endete am 27. Mai 1990. Zwischen dem 2. und 10. Juni 1990 wurden die Play-off-Spiele ausgetragen. Meister wurde Real Burgos.

## Vor der Saison
Die 20 Mannschaften trafen an 38 Spieltagen jeweils zweimal aufeinander. Die zwei besten Mannschaften stiegen direkt in die Primera División auf. Der Dritt- und Viertplatzierte spielte gegen den 17. bzw. 18. der Primera División um den Aufstieg. Die letzten vier Vereine stiegen ab.
Als Absteiger aus der Primera División nahmen Español Barcelona, Betis Sevilla, Real Murcia und FC Elche teil. Aus der Segunda División B kamen Atlético Madrileño, Bilbao Athletic, UD Levante und FC Palamós.

## Abschlusstabelle
| Pl. | Verein                 | Sp. | S  | U  | N  | Tore    | Diff. | Punkte |
| --- | ---------------------- | --- | -- | -- | -- | ------- | ----- | ------ |
| 1.  | Real Burgos            | 38  | 18 | 14 | 6  | 053:240 | +29   | 50:26  |
| 2.  | Betis Sevilla (A)      | 38  | 16 | 15 | 7  | 044:290 | +15   | 47:29  |
| 3.  | Bilbao Athletic (N) 1  | 38  | 15 | 15 | 8  | 050:360 | +14   | 45:31  |
| 4.  | Deportivo La Coruña    | 38  | 19 | 6  | 13 | 045:380 | +7    | 44:32  |
| 5.  | Español Barcelona (A)  | 38  | 15 | 12 | 11 | 050:330 | +17   | 42:34  |
| 6.  | UD Las Palmas          | 38  | 15 | 10 | 13 | 042:370 | +5    | 40:36  |
| 7.  | CE Sabadell            | 38  | 13 | 14 | 11 | 040:390 | +1    | 40:36  |
| 8.  | FC Palamós (N)         | 38  | 13 | 14 | 11 | 029:390 | −10   | 40:36  |
| 9.  | Real Murcia (A)        | 38  | 13 | 12 | 13 | 038:390 | −1    | 38:38  |
| 10. | Deportivo Xerez        | 38  | 11 | 16 | 11 | 026:310 | −5    | 38:38  |
| 11. | Sestao SC              | 38  | 13 | 10 | 15 | 033:320 | +1    | 36:40  |
| 12. | UE Figueres            | 38  | 12 | 12 | 14 | 037:460 | −9    | 36:40  |
| 13. | UD Salamanca           | 38  | 14 | 8  | 16 | 035:330 | +2    | 36:40  |
| 14. | FC Elche (A)           | 38  | 12 | 12 | 14 | 039:410 | −2    | 36:40  |
| 15. | UD Levante (N)         | 38  | 9  | 18 | 11 | 034:430 | −9    | 36:40  |
| 16. | SD Eibar               | 38  | 11 | 12 | 15 | 035:420 | −7    | 34:42  |
| 17. | Racing Santander       | 38  | 11 | 11 | 16 | 032:360 | −4    | 33:43  |
| 18. | Castilla CF            | 38  | 11 | 9  | 18 | 036:440 | −8    | 31:45  |
| 19. | Recreativo Huelva      | 38  | 12 | 5  | 21 | 039:560 | −17   | 29:47  |
| 20. | Atlético Madrileño (N) | 38  | 8  | 13 | 17 | 033:520 | −19   | 29:47  |

Platzierungskriterien: 1. Punkte – 2. Direkter Vergleich (Punkte, Tordifferenz, geschossene Tore) – 3. Tordifferenz – 4. geschossene Tore

| (A) | Absteiger der Saison 1988/89         |
| (N) | Neuaufsteiger der Segunda División B |

## Play-offs
Die Spiele fanden am 2. und 10. Juni 1990 statt.
|                   | Gesamt          |                     | Hinspiel | Rückspiel |
| ----------------- | --------------- | ------------------- | -------- | --------- |
| CD Teneriffa      | 1:0             | Deportivo La Coruña | 0:0      | 1:0       |
| Español Barcelona | 1:1 (6:5 i. E.) | CD Málaga           | 1:0      | 0:1 n. V. |

Español Barcelona stieg auf.

## Nach der Saison
Aufsteiger in die Primera División
- 01. – Real Burgos
- 02. – Betis Sevilla
- 05. – Español Barcelona

 Absteiger in die Segunda División B
- 17. – Racing Santander
- 18. – Castilla CF
- 19. – Recreativo Huelva
- 20. – Atlético Madrileño

 Absteiger aus der Primera División
- CD Málaga
- Celta Vigo
- Rayo Vallecano

 Aufsteiger in die Segunda División
- Albacete Balompié
- Real Avilés Industrial
- UE Lleida
- Orihuela Deportivo CF